# Que Sera, Sera (Whatever Will Be, Will Be)
"Que Sera, Sera (Whatever Will Be, Will Be)", phát hành lần đầu năm 1956, là một bài hát nhạc đại chúng do Jay Livingston và Ray Evans cùng sáng tác. Bài hát được làm nhạc phim The Man Who Knew Too Much (1956) của Alfred Hitchcock, với Doris Day và James Stewart đóng vai chính. Bài hát này cũng có mặt trong các phim Please Don't Eat the Daisies, Heathers, The Glass Bottom Boat, Mary & Max, In the Cut, và Girl, Interrupted.
Đĩa than do Doris Day thu âm cho Columbia Records (catalog #40704) đạt tới vị trí thứ 2 trên bảng xếp hạng Billboard Hot 100 và vị trí đầu bảng xếp hạng UK Singles Chart. Từ năm 1968 tới 1973, bài hát đã trở thành nhạc chủ đề cho chương trình hài kịch tình huống The Doris Day Show, và trở thành  bài hát trứ danh của cô.
Ba phần chính của bài hát đi qua cuộc sống của người kể chuyện, từ thời thơ ấu, qua tuổi trưởng thành trẻ tuổi và tình yêu, trở thành cha mẹ và liên tục hỏi "tôi sẽ trở thành ai?" hoặc "điều gì ở phía trước?" Các điệp khúc lặp đi lặp lại câu trả lời: "cái gì đến, sẽ đến".
Bài hát vào bảng xếp hạng Billboard trong tháng 7 năm 1956. Bài hát nhận giải Oscar cho ca khúc trong phim hay nhất năm 1956 với tựa đề đảo lại "Whatever Will Be, Will Be (Que Sera, Sera)". Đây là giải Oscar thứ 3 trong hạng mục này cho Livingston và Evans, hai lần trước trong các năm 1948 và 1950. Năm 2004 bài hát được bầu vào vị trí #48 trong danh sách AFI's 100 Years...100 Songs gồm top các bài hát của phim Mỹ.